# Pieve di San Martino (Rive d'Arcano)
La pieve di San Martino Vescovo sorge, isolata, nelle vicinanze del paese di Rive d'Arcano, in località San Martino, in provincia e arcidiocesi di Udine; fa parte della forania del Friuli Collinare.

## Storia
Si sa che, nel punto in cui adesso sorge la pieve, anticamente esisteva una piccola cappella privata, ampliata alla fine dell'VIII secolo.
È accertato, inoltre, da un documento del 1184, che la chiesa di Rive era un'importante pieve.
Tra la fine del Quattrocento e l'inizio del Cinquecento la pieve venne praticamente ricostruita. Restauri avvenuti nel XVIII secolo hanno conferito all'edificio l'attuale aspetto. chiusa e inutilizzata per svariati anni, solo verso la metà degli anni novanta sotto la direzione del sacrestano Sbaizero Mario Ugo, un gruppo di fedeli restaureranno e ripuliranno gli interni permettendo di nuovo il suo utilizzo per funzioni religiose..

## Interno
All'interno della pieve sono conservati l'altare maggiore, costruito nel Settecento ed impreziosito con statue dell'Annunciazione, un fonte battesimale ed un'acquasantiera, entrambi ascrivibili alla prima metà del XVI secolo, ed una pala d'altare risalente al 1530.
Altra opera di rilievo facente parte del tesoro della pieve è l'altare del Rosario, costruito da Pietro Fantoni nel 1845.